# هيرنان سولانو
هيرنان سولانو (بالإسبانية: Hernán Solano)‏ هو سياسي كوستاريكي، ولد في 1967. حزبياً، نشط في حزب العمل للمواطنين.